# Katju Aro
Katju Aro (* 1974) ist eine finnische Politikerin.
Sie ist eine von drei Vorsitzenden der Feministischen Partei (FP).
Bei der Kommunalwahl 2017 wurde sie in den Stadtrat von Helsinki gewählt.